# Стоян Славовски
Стоян Славовски е български революционер, войвода на Вътрешната македоно-одринска революционна организация.

## Биография
Стоян Славовски е роден в демирхисарското село Зашле, тогава в Османската империя, днес в Северна Македония. Става хайдутин в дружината на Ангел Танасов. Присъединява се към редовете на ВМОРО заедно със сина си Михаил Славовски. По време на Илинденско-Преображенското въстание е войвода на чета. Легализира се след амнистията от 1904 година. Убит е заедно със сина си от турци в местността Неглева рупа.